# Persia's Got Talent

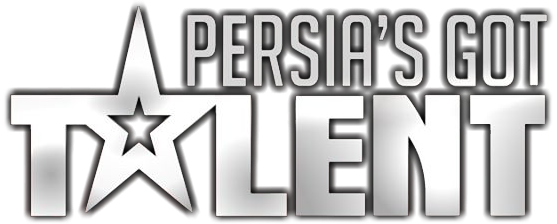
Logo de l'émission

Persia's Got Talent est un spin-off de l'émission britannique Got Talent destinée à un public persophone à travers le monde, principalement en Iran.
Il est produit en dehors de l'Iran et est diffusé sur MBC Persia, qui fait partie du Middle East Broadcasting Center, depuis le 31 janvier 2020,.

## Saisons

### Saison 1
La première saison de Persia's Got Talent est un concours de spectacles de talents iraniens, enregistré en Suède, qui a débuté du 31 janvier 2020 au 1er mars 2020 sur le réseau MBC Persia.
Les juges de la première saison de Persiaz Gat Talent sont Ebi, Mahnaz Afshar, Arash Labbaf et Nazanin Noor et les animateurs du programme sont Farzan Athari et Tara Gerami.
Cette saison est diffusée en 12 épisodes de 60 à 120 minutes,,.